# Onthophagus aureofuscus
Onthophagus aureofuscus är en skalbaggsart som beskrevs av Bates 1887. Onthophagus aureofuscus ingår i släktet Onthophagus och familjen bladhorningar. Inga underarter finns listade i Catalogue of Life.